# حصن خصب
 قلعه خصب  (به عربی: حصن خصب) 
یکی از قلعه‌های مشهور کشور پادشاهی عمان است، ویکی از (نقاط دیدنی سلطنت عمان) به‌شمار می‌آید. این قلعه در استان مسندم و در 
شهرستان خصب به عربی ( ولایة خصب) واقع شده‌است.  شهرستان خصب  بر کرانه تنگه هرمز و در صد کیلومتری امارت رأس‌الخیمه از توابع (امارات متحده عربی) قرار دارد. قلعهٔ خصب دقیقاً در پایهٔ کوه و در کنار دریای خور خصب واقع شده‌است..

## تاریخ قلعه
قلعه خصب در قرن هفدهم میلادی توسط اشغالگران پرتغالی‌ها ساخته شده‌است. این قلعه برای کنترل کشتی‌های بازرگانی دریایی ایجاد نموده بودند. قلعه در دهانهٔ خلیج خصب واقع شده‌است. در درون دیوار (سور) خارجی قلعه چند تیرکش و آثار توپ‌های قدیمی به چشم می‌خورد....
به اعتقاد پیشنیان مردم خصب برج بزرگ دائره‌ای مانند قلعه قبل از ایجاد وبنای اصلی قلعه ساخته شده‌است. قلعه 
دارای بارویی محکم از سنگ‌های مرجانی، گچ و ملات ساروج و دارای سه برج است .

## بازسازی قلعه
این قلعه در سال (۱۹۸۰) میلادی به فرمان سلطان قابوس بن سعید به‌طور کامل مرمت وتجدید بنا شده‌است. وهم اکنون یکی جاذبهٔ گردشگری استان مسندم وشهرستا خصب است...

## فهرست منابع و مآخذ
- سلطنة عمان، مسقط: وزارة الاعلام، ۱۹۹۲ میلادی تاریخ وارد شده در |سال= را بررسی کنید (کمک)
- السلطان:قابوس، البوسعید،  موسوعة  دلیل الأعلام: مسقط، چاپ اول، سال ۱۹۹۸ میلادی. (به عربی).
- الفارسی، سالم، بن محمد، (القلاع والحصون فی سلطنة عمان) چاپ ششم، قاهره: دارالعرب للطباعة والنشر والتوزیع، ۱۹۹۷ میلادی به (عربی).
- محمدیان، کوخردی، محمد، (عُمان حَضارَة وَتاریخ) چاپ دمشق: دارالهلال للطباعة والنشر والتوزیع، ۲۰۰۸ میلادی به (عربی).
- الیعربی، مصبح، بن سیف، (شواهد علی التاریخ) چاپ دوم، سوریه: دارالهلال للطباعة والنشر والتوزیع، ۲۰۰۸ میلادی به (عربی).
- عمان فی عام ۱۹۸۶ (عام الحصاد والتراث) إصدار وزارة الإعللام، دارالعرب للطباعة والنشر والتوزیع، ۱۹۸۶ میلادی .
- دکتر:ادوارد، هندرسون، “ (ذکریات عن دولة الإمارات و سلطنة عمان) “، چاپ موتیف ایت للنشر، مطبعة راشد، عجمان ۱۹۸۸ میلادی.